# Vitaliano Borromeo (cardinale)
Vitaliano Borromeo Arese (Milano, 3 marzo 1720 – Roma, 7 giugno 1793) è stato un cardinale e arcivescovo cattolico italiano.

## Biografia
Terzo figlio di Giovanni Benedetto Borromeo Arese e di sua moglie, Clelia Grillo, nacque a Milano il 3 marzo 1720. Zio del cardinale Giovanni Archinto da parte della madre, era imparentato con altri sei cardinali della famiglia Borromeo: Carlo (1560), Federico il vecchio (1587), Federico il giovane (1670), Giberto (1652), Giberto Bartolomeo (1717) e Edoardo (1868).
Nel febbraio 1733 entrò nel Collegio dei Nobili di Milano; si trasferì nel 1735 a Roma, ove proseguì i suoi studi al Collegio Romano; ed infine si laureò all'Università degli Studi di Pavia, ottenendo il dottorato in utroque iure il 20 ottobre 1745.
Ritornato a Roma, intraprese la carriera ecclesiastica. Il 2 settembre 1745 fu nominato referendario del tribunale della Segnatura; fu poi vice-legato di Bologna dall'aprile 1747 a febbraio 1754. Ricevette l'ordinazione sacerdotale nel dicembre 1747.
Il 16 febbraio 1756 venne eletto arcivescovo titolare di Tebe; il 22 febbraio successivo ricevette l'ordinazione episcopale a Roma nella basilica di San Carlo al Corso dalle mani del cardinale Giorgio Doria. Successivamente ottenne importanti incarichi diplomatici: nunzio apostolico nel Granducato di Toscana dal 16 marzo 1756 e nunzio apostolico alla corte imperiale di Vienna dal 10 dicembre 1759.
Fu creato cardinale-presbitero da papa Clemente XIII nel concistoro del 26 settembre 1766. Lasciò Vienna nel settembre del 1767. Il 19 dicembre 1768 ottenne il titolo di Santa Maria in Ara Coeli. Nel 1776, come Legato della Romagna concluse iI contenzioso giuridico che dal 1763 si trascinava con il Granducato di Toscana sulla giurisdizione del piccolo feudo di Laguna (Rocca San Casciano, prendendo atto della sua definitiva annessione alla Toscana, di fatto già avvenuta nel 1774. 
Il 15 dicembre 1783 optò per il titolo di Santa Prassede.
Come cardinale, ottenne l'importante incarico di legato pontificio in Romagna, dal 19 dicembre 1768 fino al 5 luglio 1778. Partecipò a due conclavi: quello del 1769, che portò all'elezione di papa Clemente XIV; e quello del 1774-1775, che portò all'elezione di papa Pio VI. Nel luglio 1781 fu nominato prefetto della Congregazione dell'immunità ecclesiastica
Morì a Roma il 7 giugno 1793. I suoi resti riposano nella basilica di Santa Prassede.

## Genealogia episcopale
La genealogia episcopale è:
- Cardinale Scipione Rebiba
- Cardinale Giulio Antonio Santori
- Cardinale Girolamo Bernerio, O.P.
- Arcivescovo Galeazzo Sanvitale
- Cardinale Ludovico Ludovisi
- Cardinale Luigi Caetani
- Cardinale Ulderico Carpegna
- Cardinale Paluzzo Paluzzi Altieri degli Albertoni
- Papa Benedetto XIII
- Papa Benedetto XIV
- Cardinale Giorgio Doria
- Cardinale Vitaliano Borromeo

## Stemma
| Image | Stemma |
| ----- | --- |
| \| \| | Vitaliano Borromeo Cardinale Inquartato, fiancheggiato in arco di cerchio, col capo e la campagna: nel 1º di rosso alla corona antica d'oro, posta in sbarra; nel 2º d'argento a due trecce d'oro, poste in sbarra, annodate di rosso in decusse; nel 3º d'azzurro a tre anelli intrecciati d'oro gemmati di rosso male ordinati; nel 4º di rosso al freno d'argento posto in banda. Il fiancheggiato di rosso: sul fianco destro seminato di fiammelle d'oro al liocorno d'argento, accollato di una corona antica d'oro annodata con una sciarpa d'argento svolazzante, spaventato da un medaglione ovale d'argento, raggiante d'oro, orizzontale a destra, caricato da un biscione d'azzurro ingollante un putto di carnagione; il fianco sinistro caricato di un dromedario giacente in un canestro sostenente sulla gobba una corona antica il tutto d'oro, sormontata da sette penne di struzzo alternate d'azzurro e d'argento. Il tutto sinistrato e spaccato: superiormente d'oro all'aquila di nero coronata d'oro, inferiormente d'argento al volo abbassato di nero. Il capo e la campagna d'argento, caricato il primo del motto humylitas in carattere gotico minuscolo di nero, sormontato da una corona fioronata d'oro; e la seconda da un cedro d'oro, gambuto e fogliato di verde, posto in fascia. Sul tutto partito: nel 1º bandato d'azzurro innestato d'argento e di verde; nel 2º fasciato di rosso e di verde, alla cotissa in banda d'argento attraversante. Lo scudo, accollato a una croce astile patriarcale d'oro, posta in palo, è timbrato da un cappello con cordoni e nappe di rosso. Le nappe, in numero di trenta, sono disposte quindici per parte, in cinque ordini di 1, 2, 3, 4, 5. |
|       | |

## Ascendenza
|                                          |                    |                    | Genitori                                |  |  | Nonni |  |  | Bisnonni           |  |  | Trisnonni          |  |
|                                          |                    |                    |                                         |  |  |       |  |  | Renato II Borromeo |  |  | Carlo III Borromeo |  |
|                                          |                    |                    |                                         |  |  |       |  |  | Renato II Borromeo |  |  | Carlo III Borromeo |  |
|                                          |                    | Isabella D'Adda    |                                         |  |  |       |  |  | Renato II Borromeo |  |  |                    |  |
| Carlo Borromeo Arese                     |                    |                    |                                         |  |  |       |  |  | Renato II Borromeo |  |  |                    |  |
|                                          |                    | Giulia Arese       | Bartolomeo III Arese                    |  |  |       |  |  |                    |  |  |                    |  |
|                                          |                    | Giulia Arese       | Bartolomeo III Arese                    |  |  |       |  |  |                    |  |  |                    |  |
|                                          |                    | Giulia Arese       | Lucrezia Homodei                        |  |  |       |  |  |                    |  |  |                    |  |
| Giovanni Benedetto Borromeo Arese        |                    | Giulia Arese       |                                         |  |  |       |  |  |                    |  |  |                    |  |
|                                          |                    | Carlo Odescalchi   | Livio Odescalchi                        |  |  |       |  |  |                    |  |  |                    |  |
|                                          |                    | Carlo Odescalchi   | Livio Odescalchi                        |  |  |       |  |  |                    |  |  |                    |  |
|                                          |                    | Carlo Odescalchi   | Paola Castelli                          |  |  |       |  |  |                    |  |  |                    |  |
| Giovanna Odescalchi                      |                    | Carlo Odescalchi   |                                         |  |  |       |  |  |                    |  |  |                    |  |
|                                          |                    | Beatrice Cusani    | Agostino Cusani, I marchese di Chignolo |  |  |       |  |  |                    |  |  |                    |  |
|                                          |                    | Beatrice Cusani    | Agostino Cusani, I marchese di Chignolo |  |  |       |  |  |                    |  |  |                    |  |
|                                          |                    | Beatrice Cusani    | Giovanna Visconti di Sesto              |  |  |       |  |  |                    |  |  |                    |  |
| Vitaliano Borromeo Arese                 |                    | Beatrice Cusani    |                                         |  |  |       |  |  |                    |  |  |                    |  |
|                                          | Agapito III Grillo | Marcantonio Grillo |                                         |  |  |       |  |  |                    |  |  |                    |  |
|                                          | Agapito III Grillo | Marcantonio Grillo |                                         |  |  |       |  |  |                    |  |  |                    |  |
|                                          | Agapito III Grillo | Maria Salvago      |                                         |  |  |       |  |  |                    |  |  |                    |  |
| Marcantonio I Grillo, duca di Mondragone | Agapito III Grillo |                    |                                         |  |  |       |  |  |                    |  |  |                    |  |
|                                          |                    | Maria de Mari      | Giambattistra de Mari                   |  |  |       |  |  |                    |  |  |                    |  |
|                                          |                    | Maria de Mari      | Giambattistra de Mari                   |  |  |       |  |  |                    |  |  |                    |  |
|                                          |                    | Maria de Mari      | Pellina Pallavicini                     |  |  |       |  |  |                    |  |  |                    |  |
| Clelia Grillo                            |                    | Maria de Mari      |                                         |  |  |       |  |  |                    |  |  |                    |  |
|                                          |                    | Carlo Imperiali    | Michele Imperiali                       |  |  |       |  |  |                    |  |  |                    |  |
|                                          |                    | Carlo Imperiali    | Michele Imperiali                       |  |  |       |  |  |                    |  |  |                    |  |
|                                          |                    | Carlo Imperiali    | Maddalena Spinola                       |  |  |       |  |  |                    |  |  |                    |  |
| Maria Antonia Imperiali                  |                    | Carlo Imperiali    |                                         |  |  |       |  |  |                    |  |  |                    |  |
|                                          |                    | Ginevra Grillo     | Marcantonio Grillo                      |  |  |       |  |  |                    |  |  |                    |  |
|                                          |                    | Ginevra Grillo     | Marcantonio Grillo                      |  |  |       |  |  |                    |  |  |                    |  |
|                                          |                    | Ginevra Grillo     | Maria Salvago                           |  |  |       |  |  |                    |  |  |                    |  |
|                                          |                    | Ginevra Grillo     |                                         |  |  |       |  |  |                    |  |  |                    |  |